# Cees Holtkamp
Cornelis Adrianus (Cees) Holtkamp (Schipluiden, 28 maart 1942) is een Nederlandse banketbakker en oprichter van Patisserie Holtkamp op de Vijzelgracht in Amsterdam.

## Levensloop

### Vroege jaren (1942-1969)
Cees Holtkamp is de oudste zoon uit een gezin van twaalf kinderen van het rooms-katholieke bakkersechtpaar Jan en Jo Holtkamp uit het Zuid-Hollandse dorp Schipluiden. Op 12-jarige leeftijd gaat hij naar het bakkersinternaat in Voorhout. Op zijn vijftiende gaat hij werken in Delft, bij bakkerij Kleyweg en bakkerij Van der Meijden.
In 1964 gaat Holtkamp werken bij banketbakkerij Maison Scholl op de Van Baerlestraat in Amsterdam. Daar leerde hij kroketten maken. Holtkamp ontmoette Petra Hollander, de dochter van zijn hospita, met wie hij in 1969 trouwt. Het echtpaar krijgt drie kinderen.

### Patisserie Holtkamp (1969-2002)
Op 1 augustus 1969 beginnen Cees en Petra hun eigen banketbakkerij, Patisserie Holtkamp. Al snel wordt de banketbakkerij een begrip in Amsterdam en de rest van Nederland. Holtkamp wordt onder meer beroemd met zijn recept voor de kroket. Vanaf 1987 levert hij kroketten aan Café Luxembourg op het Spui in Amsterdam. Zijn garnalenkroket (met uitsluitend Hollandse garnalen) werd in 1996 en 1998 uitverkoren tot beste garnalenkroket van Nederland. De koninklijke familie is vaste klant van Holtkamp. Zij halen onder andere de koekjes voor naast de thee bij de patisserie.
Op 1 juni 2002 nemen dochter Angela en schoonzoon Nico Meijles de banketbakkerij over. In 2004 lieten zij het karakteristieke interieur in de stijl van art deco van de patisserie restaureren.

### Na de patisserie (2002-heden)
Cees Holtkamp geeft in 2010 samen met culinair journaliste Jonah Freud een culinaire biografie uit, De Banketbakker. In het boek zijn 300 klassieke recepten van Holtkamp te vinden. Het is inmiddels een standaardwerk in het bakkersvak. In 2016 verscheen de negende druk van het boek. In 2011 verschijnt het boek Koekje, opnieuw in samenwerking met Jonah Freud.
Holtkamp maakt voor YouTube en de website Foodtube.nl van restaurantcriticus en filmer Ronald Hoeben instructievideo's samen met zijn kleindochter Stella. Hij demonstreert daarin onder andere de recepten voor zijn beroemde kroket, tarte tatin en Sachertaart. Ook is hij actief als gids in Amsterdam waar hij rondleidingen geeft over bouwstijlen en architectuur van onder andere art deco en de Amsterdamse School.